# Mariano de Larra y Langelot
Mariano Antonio José de Larra y Langelot (Madrid, 1773-Navalcarnero, 30 de diciembre de 1840) fue un médico y traductor afrancesado español, padre del  escritor Mariano José de Larra.

## Biografía
Era hijo de Antonio Crispín de Larra y Morán de Navia, fiel administrador de la Casa de Moneda de Madrid, y de la lisboeta Eulalia Langelot y de Bastos. Estudió medicina en Valencia y al volver a Madrid trabajó con los mejores médicos y cirujanos. En Alcalá de Henares estudió filosofía y humanidades y se doctoró en medicina en 1795. 
En 1799 entró por oposición en el cuerpo facultativo del Hospital General y de la Pasión de Madrid, en el escalafón de cirujanos latinistas. Tradujo la versión francesa de Edme o Edmund Goodwyn, Enlace que tiene la vida con la respiración, o experimentos acerca de los efectos que producen en los animales vivos la sumersión, la estrangulación y las diversas clases de gases mefíticos... (Madrid: Imprenta Real, 1803), donde se ofrece ya una explicación moderna de la química de la respiración y de las causas de la asfixia, y se cita y describe en nota por el traductor el trabajo de Ignacio María Ruiz de Luzuriaga Disertación química fisiológica sobre la respiración y la sangre consideradas como origen y primer principio de la vitalidad de los animales (1790), donde se ahonda en el su célebre trabajo de 1780 de Lavoisier y Laplace en que se afirmaba que la respiración era un proceso de oxidación localizado en los bronquios.
Se casó en primeras nupcias y tuvo siete hijas y un hijo que fallecieron todos, como asimismo su mujer en 1806. En segundas nupcias lo hizo con María de los Dolores Sánchez de Castro y Delgado, una extremeña de Villanueva de la Serena; su hijo único Mariano nació en Madrid en 1809. Algo después de estallar la Guerra de la Independencia, en 1811, y a pesar de ser médico en el Hospital General de Madrid, solicitó una plaza de médico en el ejército francés, lo que le hizo romper con su padre, que era muy patriota, y llevar una vida itinerante siguiendo a las tropas de ocupación, primero en el centro de la Península, luego en Valencia desde agosto de 1812, en Madrid meses después y de marcha hacia Francia en marzo de 1813. Llegó a Burdeos en septiembre de 1813 y pasó siete meses en el hospital de esa ciudad; en marzo de 1814 se estableció en París, donde ejerce la medicina y se relaciona con otros afrancesados, como el padre de la toxicología, Mateo Orfila, cuyo magno tratado sobre los venenos traduce. También se transforma en médico personal del hermano de Fernando VII Francisco de Paula, al que acompaña en sus viajes por Europa. Cuando este regresa a España en 1818, se le permite volver a él también en calidad de médico personal del infante pese a su afrancesamiento (después de todo, también el mismo rey Fernando VII era un afrancesado). Aprovecha entonces para publicar su traducción del Tratado de los venenos (1819) de Mateo Orfila. Desde fines de octubre de 1819 estuvo como médico en Cáceres, donde figura como miembro de la Sociedad Patriótica el 28 de junio de 1820. A principios de 1822 obtuvo una plaza de médico en Corella (Navarra) pero ya en 1823 renunció y regresó a Madrid, donde intentó ser nombrado médico de las tropas francesas de los Cien mil hijos de San Luis, lo que parece haber logrado en Cáceres. En 1824 se encuentra de médico en Aranda de Duero (Burgos) y solicita plaza de médico en Navalcarnero, que debió obtener, ya que el 29 de agosto de 1839 escribió a la viuda de su hijo Josefina Wetoret una carta desde allí, quejándose de los gastos de sus hermanas, del teatro, de los toros, de las reuniones sociales y de las demás actividades públicas, que rehusaba por sentirse más a gusto en soledad. Larra tenía dieciséis años y se enamoró en Aranda de una alegre y hermosa mujer que lo trataba con afecto, pero ya fue lo bastante perspicaz para averiguar que la muchacha era la amante de su padre, que entonces tenía 52 años; fue su primer gran desengaño. Publicó el primer cuaderno de una traducción de Augustin Pyramus de Candolle, Teoría elemental de la botánica, Madrid, 1828.